# Fikšinci
Fikšinci (deutsch Füchselsdorf) ist ein Dorf und ein Ortsteil der Gemeinde Rogašovci und liegt im hügeligen Goričko in der historischen Region Prekmurje in Slowenien.

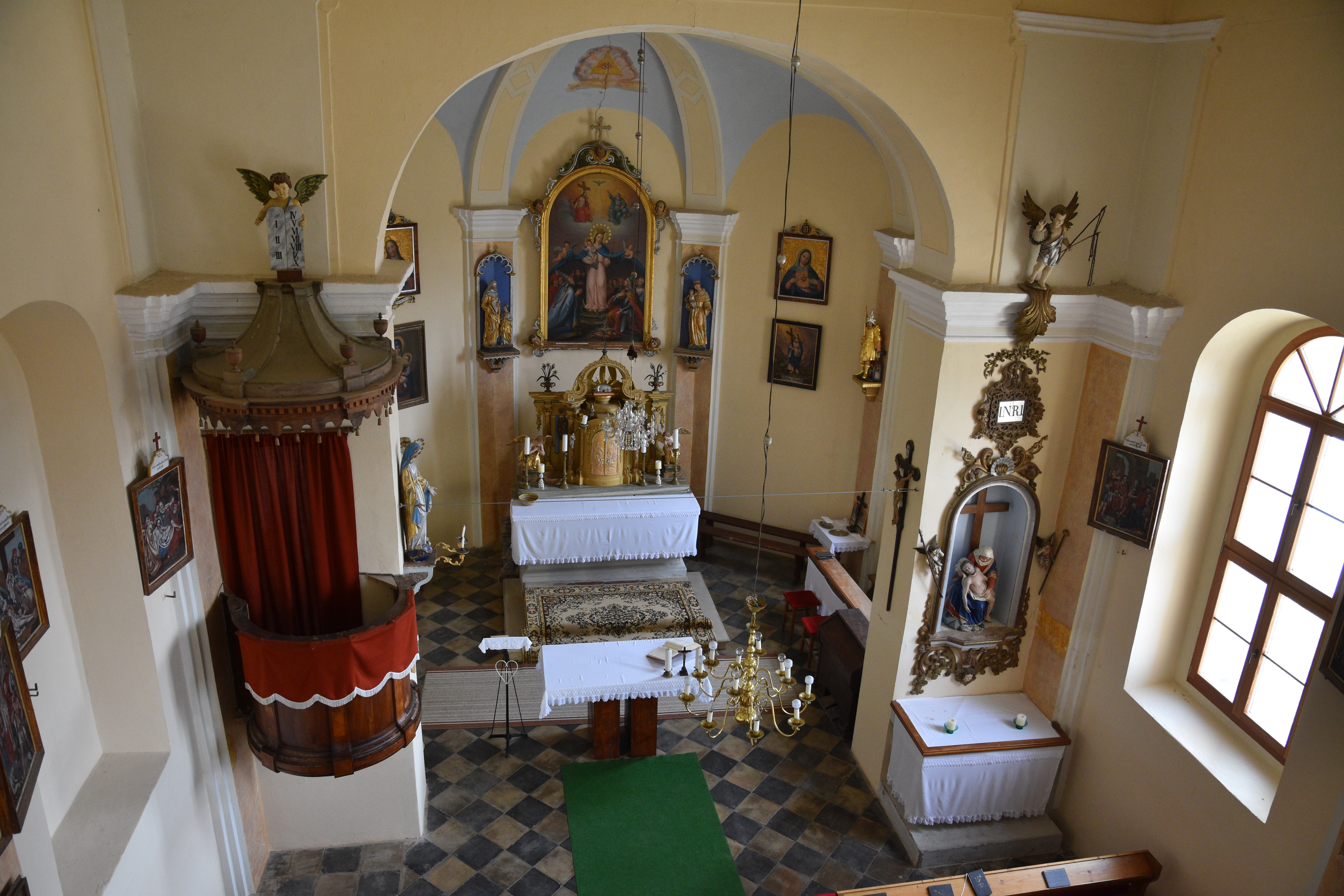
Innenansicht der Kirche Fikšinci

## Geografie
Die Häuser der Ortschaft Füchselsdorf reihen sich beidseitig entlang der Hügelpanoramastraße, die von Gerlinci nach Kramarovci führt. Die Siedlung liegt oberhalb des Kutschenitza/Kučnica-Baches, der hier die Grenze zwischen Slowenien und Österreich bildet. Großartig ist die Aussicht vom Standort der Filialkirche Maria Schnee in die weitläufige südoststeirische Landschaft, die wie eine aufgeschlagene Landkarte vor dem Betrachter liegt.
Die ca. 180 Einwohner zählende Siedlung (2002) umfasst mit ihrer Gemarkung den in nordsüdlicher Richtung verlaufenden Bergrücken und die teilweise bewaldeten, teilweise mit Obstplantagen und Weingärten angelegten Hänge und Lehnen zum Černec- und Kutschenitza-Bach. Vereinzelt erinnern noch alte Flurnamen wie Šmolcberg, Hundsberg, Sandaker und Mahtl an eine Zeit, als im Ort noch eine überwiegend deutschsprachige Bevölkerung lebte.
Fikšinci ist am einfachsten über die Hauptstraße Nr. 349, Cankova – Kuzma, erreichbar. Der Grenzübergang Fikšinci – Gruisla wird hauptsächlich von der die Grenzregion bewohnenden Bevölkerung und von Touristen benutzt.

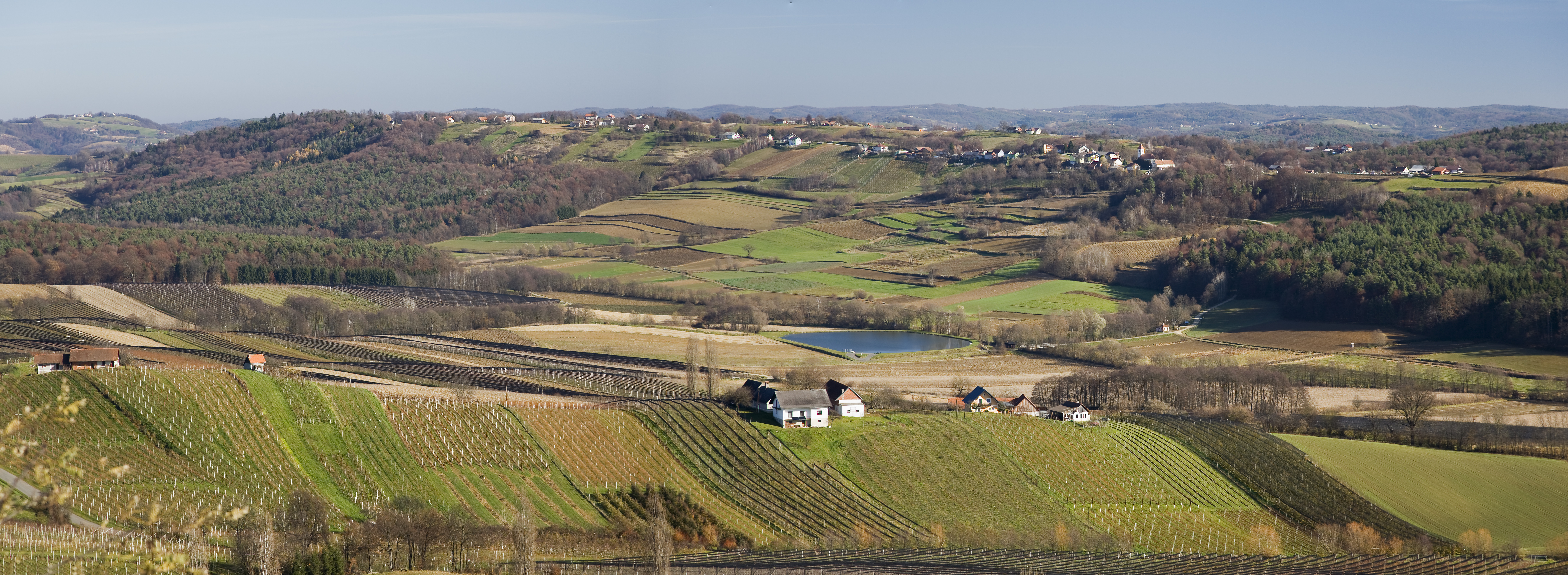
Blick auf Fiksinci vom Klöcher Ölberg aus

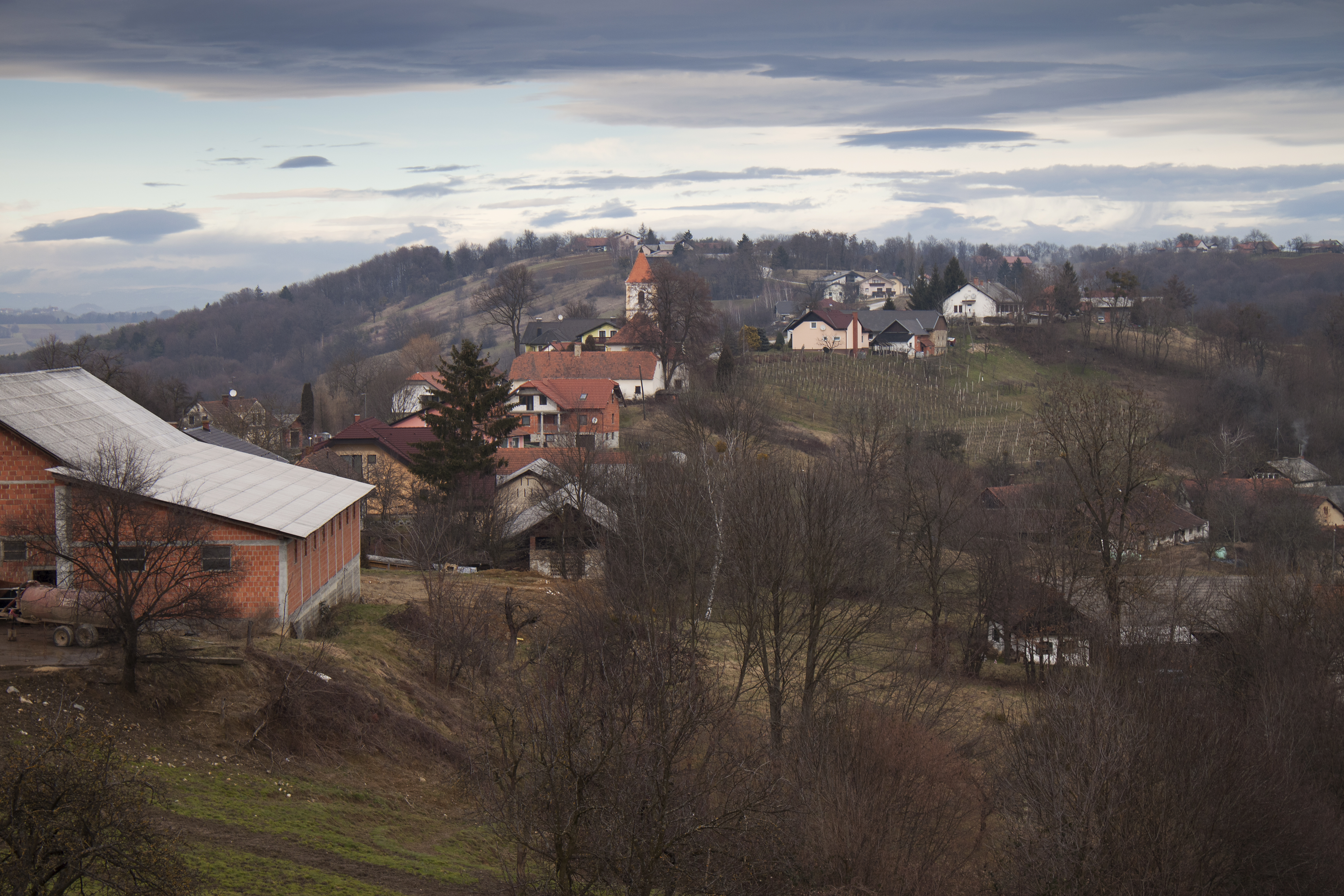
Fikšinci von Süden

## Geschichte
Der Ort wird im Jahre 1366 erstmals urkundlich als „Fulyfalua“ genannt, gleichzeitig werden auch die beiden Bäche, Černec-Bach, „riuulum Chernech“, und Kutschenitza-Bach, „riuulum Olsinch“, erwähnt. Im Jahre 1499 wird die Siedlung mit Fwxlyncz bezeichnet und für 1627 ist festgehalten, dass das Dorf zur Pfarre Sankt Helena (Sv. Jelena in Pertoča) gehörte. Die Pfarre wurde damals durch den evangelischen Geistlichen Gregor Gerber aus Lichtenstein bei Meißen betreut.
In einem Visitationsprotokoll der Diözese Győr/Raab sind für das Jahr 1698 die Ortsnamen Fükszlincz und Fuxlincz dokumentiert, außerdem ist festgehalten, dass die Siedlung der Pfarre Sankt Helena zugeordnet war und ein beträchtlicher Teil der Bevölkerung, unter dem Druck der Gegenreformation, bereits wieder zum katholischen Glauben zurückgekehrt war.
Im Jahre 1890 wird das Dorf amtlich Kismáriahavas bezeichnet und hatte 372 Einwohner, davon bekannten sich 347 als Deutsche, 8 als Ungarn, und 17 als Slowenen. Der Ort lag im Bezirk Muraszómbat (slow. Murska Sobota) im ungarischen Komitat Eisenburg. Bei der Volkszählung des Jahres 1910 wurde der Ort amtlich Máriahavas genannt, er hatte 397 Einwohner und zwar: 382 Deutsche, 10 Slowenen und 5 Ungarn.
Der Vertrag von Trianon schlug das Dorf am 4. Juni 1920, ohne dass die Bevölkerung befragt wurde, dem Königreich SHS zu. Für den nun amtlich Fükšinci genannten Ort wurden bei der ersten jugoslawischen Volkszählung am 31. Januar 1921 folgende Daten ermittelt: 381 Einwohner, 364 Deutsche und 17 Slowenen, von diesen 381 Bewohnern bekannten sich alle zum katholischen Glauben.
Als das Übermurgebiet nach dem Einmarsch der Wehrmacht in Jugoslawien 1941 an Ungarn fiel, wurde Füchselsdorf inklusive der benachbarten Gemeinden Sinnersdorf, Rotenberg und Guizenhof aufgrund der deutschsprachigen Bevölkerungsmehrheit dem Reichsgau Steiermark des Deutschen Reichs angegliedert.
Nach der Rückgliederung an Jugoslawien wurde in den Jahren 1945 und 1946 die deutschsprachige Bevölkerung nach Österreich zwangsausgesiedelt und dafür Siedler aus dem Inneren Sloweniens angesiedelt.